# 東京都道176号楢原あきる野線

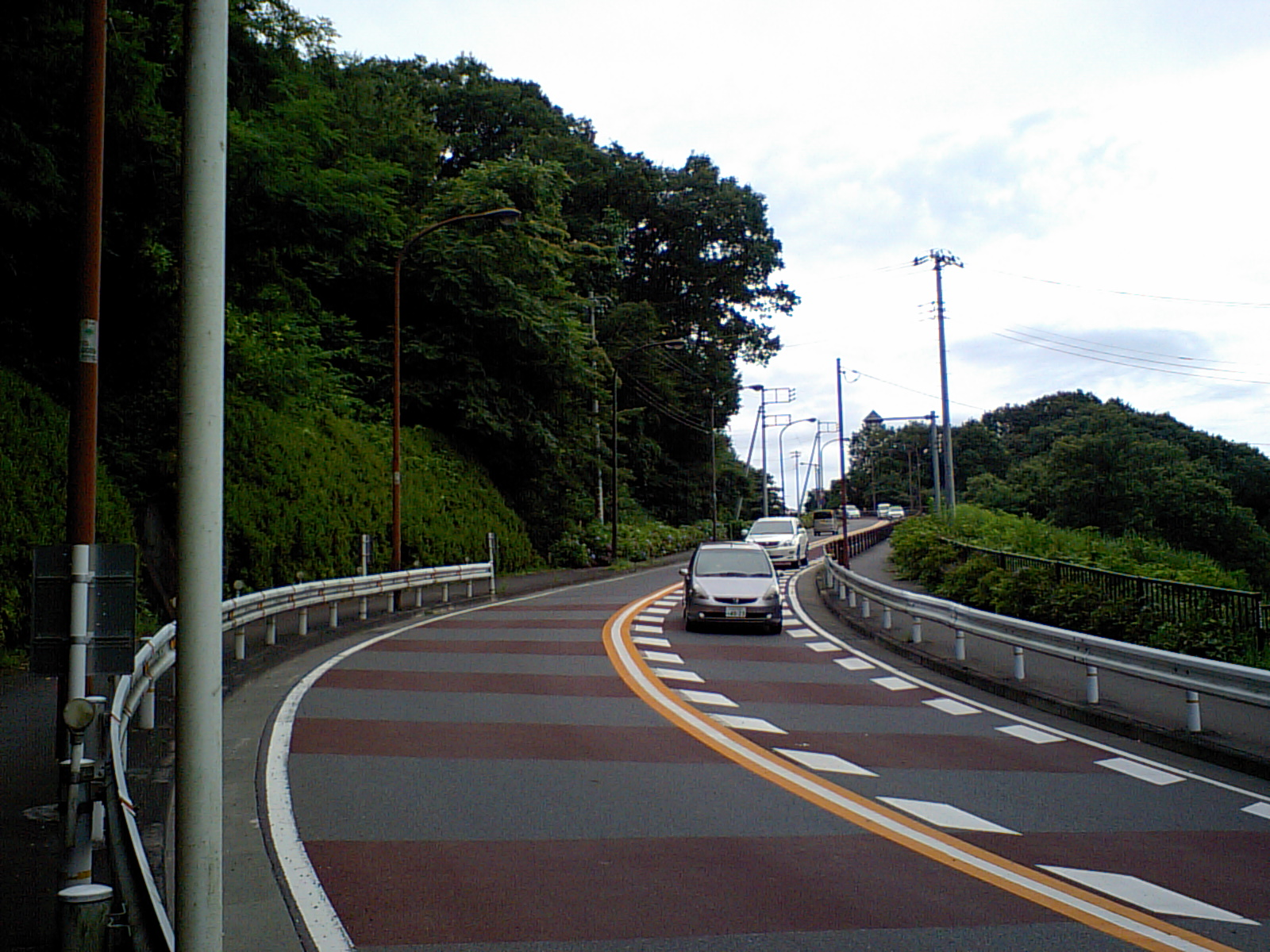
七曲りが解消された七曲峠

東京都道176号楢原あきる野線（とうきょうとどう176ごう ならはらあきるのせん）は、東京都八王子市楢原町の東京都道32号八王子五日市線交点から、佐貫交差点で東京都道46号八王子あきる野線に合流し、戸吹町から七曲峠（ななまがりとうげ）を越え、あきる野市雨間を経由し同市野辺に至る一般都道である。

## 概要
この道路は、東京都道46号八王子あきる野線との重複区間においては高尾街道、東京都道7号杉並あきる野線との重複区間においては睦橋通りと呼ばれる。

### 路線データ
- 陸上距離：3.629km
- 起点：東京都八王子市楢原町（東京都道32号八王子五日市線交点）
- 終点：東京都あきる野市野辺（東京都道168号東秋留停車場交点）

整理コード3601の特例都道「一七六号線」は千代田区内を通る、当路線とは全く別の路線である。

## 路線状況

### 重複区間
- 東京都道46号八王子あきる野線（八王子市楢原町、佐貫交差点 - 戸吹町、戸吹町交差点）
- 東京都道186号高月楢原線（八王子市楢原町 - 犬目町、犬目交番前交差点）
- 東京都道7号杉並あきる野線（あきる野市雨間、雨間交差点 - 野辺）

### 橋梁
- 明治橋（川口川、東京都八王子市）
- 南雨間橋（七曲り峠の七曲りを解消する目的で架橋。東京都あきる野市）
- 東秋留橋（秋川。東京都あきる野市）
  - 1939年（昭和14年） - 架設。
  - 2007年（平成19年）4月26日 - 車道ルートの変更等を実施し、下流側に新橋を架設・開通。

## 沿道状況

### 八王子市内単独区間
秋川街道（青梅・八王子駅方面）からY字にあきる野方面へ分岐し、高尾街道（福生・相模原方面）に逆Y字で合流する。

### 単独区間
高尾街道との重複区間を新滝山街道（奥多摩・横浜方面）との交差点で解消、次の交差点で滝山街道（甲府・日野方面）と接続する。この区間は距離が短いため混雑しやすい。滝山街道から先は山岳区間となり、ここがかつての七曲りと言われた難所である。山頂付近が市境となっている。東秋留橋を渡ると睦橋通り（武蔵五日市駅・昭島方面）と接続、その先でJR五日市線とアンダーパスで交差し五日市街道（檜原・杉並方面）との交差点で同道は終点となる。終点から先も道路は伸びているがあきる野市道であり、永田橋通り（日の出・福生駅方面）に至る。

## 地理

### 通過する自治体
- 東京都
  - 八王子市
  - あきる野市

### 交差・接続している道路
本線
- 東京都道32号八王子五日市線（秋川街道）:名称無し交差点（東京都八王子市楢原町）
- 東京都道46号八王子あきる野線（高尾街道）:佐貫交差点（東京都八王子市楢原町）
- 東京都道186号高月楢原線:犬目交番前交差点（東京都八王子市犬目町）
- 東京都道46号八王子あきる野線支線・東京都道169号淵上日野線（新滝山街道）:戸吹町南交差点（東京都八王子市戸吹町）
- 国道411号・東京都道46号八王子あきる野線（滝山街道）:戸吹町交差点（東京都八王子市戸吹町）
- （支線分離）、東京都道7号杉並あきる野線（睦橋通り）:雨間交差点（東京都あきる野市雨間）
- 東京都道7号杉並あきる野線（睦橋通り）:名称無し交差点（東京都あきる野市野辺）
- 東京都道168号東秋留停車場線:駅入口交差点（東京都あきる野市野辺）

支線
- （本線から）、東京都道7号杉並あきる野線（睦橋通り）:雨間交差点（東京都あきる野市雨間）
- 東京都道7号杉並あきる野線（五日市街道）:秋留台公園西交差点（東京都あきる野市二宮）

### 峠
- 七曲峠
  - 2003年（平成15年）- あきる野市側のルート変更を実施し、東側に新道建設、架橋する形で七曲りを解消。

### アンダーパス
- 雨間立体（支線）
  - 2014年（平成26年3月）- あきる野市雨間・秋留地内にJR五日市線を潜る形で開通。